# Allophylus scrobiculatus
Allophylus scrobiculatus là một loài thực vật có hoa trong họ Bồ hòn. Loài này được (Poepp.) Radlk. mô tả khoa học đầu tiên năm 1895.